# يفغيني كاشان
يفغيني كاشان (بالروسية: Качан, Евгений Михайлович)‏ هو لاعب كرة قدم روسي في مركز الدفاع، ولد في 22 مارس 1983 في كراسنويارسك في روسيا. لعب مع FC KAMAZ Naberezhnye Chelny ‏.

## وصلات خارجية
- يفغيني كاشان على موقع قاعدة بيانات كرة القدم.إي يو (الإنجليزية)
- يفغيني كاشان على موقع Soccerway.com (الإنجليزية)